# Топ Ган 3
«Топ Ган 3» (англ. Top Gun 3) — будущий американский драматический боевик Джозефа Косински с Томом Крузом в главной роли, продолжение фильма «Топ Ган: Мэверик». Работа над ним началась в 2024 году.

## Сюжет
Известно, что в будущем фильме появятся те же персонажи, что и в предыдущих частях франшизы. Главный герой — легендарный пилот, капитан ВМС США Питер «Мэверик» Митчелл.

## В ролях
- Том Круз
- Майлз Теллер
- Глен Пауэлл

## Производство
В январе 2024 года студия Pictures сообщила о начале работы над третьей частью франшизы «Топ Ган». Эрен Крюгер пишет черновой вариант сценария. Том Круз, Майлз Теллер и Глен Пауэлл сыграют главные роли, как и в предыдущих частях. Джерри Брукхаймер и Дэвид Эллисон стали продюсерами проекта, Джозеф Косински — режиссёром. Производством занимается студия Paramount.
Съёмки картины начнутся после того, как Круз закончит работу над очередным фильмом из цикла «Миссия невыполнима».